# Quercus giffordii
Quercus giffordii är en bokväxtart som beskrevs av William Trelease. Quercus giffordii ingår i släktet ekar, och familjen bokväxter. Inga underarter finns listade.